# 162937 Pretre
162937 Pretre este o planetă minoră (asteroid) din centura de asteroizi. A fost descoperită pe 12 august 2001 la Jura-Observatorium⁠(d) de Michel Ory⁠(d). 
Obiectul prezintă o orbită caracterizată de o semiaxă mare de 3,0470754253918 UAi, o excentricitate de 0,28, o înclinație de 0,1 ° în raport cu ecliptica.